# Roman (film)
Roman è un film del 2006, diretto da Angela Bettis.

## Trama
Roman è un giovane solitario intento a trovare l'amore e la felicità. Tormentato dai suoi colleghi di lavoro ingrati e intrappolati in una vita di noia come una saldatrice di una fabbrica, Roman decide di darsi da fare con una ragazza che ormai è diventata la sua ossessione.

## Uscite internazionali
- Uscita negli  USA: 2006